# Clytoscopa iorrhoda
Clytoscopa iorrhoda là một loài bướm đêm trong họ Noctuidae.